# Акшенгельдинський сільський округ
Акшенгельди́нський сільський округ (каз. Ақшеңгелді ауылдық округі, рос. Акшенгельдинский сельский округ) — адміністративна одиниця у складі Шардаринського району Туркестанської області Казахстану. Адміністративний центр — село Акалтин.
Населення — 4477 осіб (2021; 3998 у 2009, 3424 у 1999, 3120 у 1989).
Станом на 1989 рік існувала Достицька сільська рада (села 60 літ Казахстана, Акалтин, Достик). Пізніше села Акалтин та Єгізкум (колишнє село 60 літ Казахстана) утворили окремий Акшенгельдинський сільський округ.

## Склад
До складу округу входять такі населені пункти:
| Населений пункт | Колишні назви     | Населення, осіб (1989) | Населення, осіб (1999) | Населення, осіб (2009) | Населення, осіб (2021) |
| --------------- | ----------------- | ---------------------- | ---------------------- | ---------------------- | ---------------------- |
| Акалтин, село   | -                 | 1959                   | 2031                   | 2384                   | 2602                   |
| Єгізкум, село   | 60 літ Казахстана | 1161                   | 1393                   | 1614                   | 1875                   |